# Rogerville
Ne doit pas être confondu avec Rogéville.
Rogerville est une commune française située dans le département de la Seine-Maritime en région Normandie.

## Géographie

### Description
Rogerville est située sur la rive droite de la Seine, à une quinzaine de kilomètres du Havre.
La commune s'étend sur 9,5 km2, à une altitude qui va de 106 mètres au nord, à 0 mètre au sud au niveau de la Seine.

### Hydrographie
La commune est située dans le bassin Seine-Normandie. Elle est drainée par le canal de Tancarville, le cours d'eau 01 de la commune de Rogerville et le Rogerval,,.
Le canal de Tancarville est un canal, chenal et un estuaire navigable d'une longueur de 28 km qui relie la commune de Tancarville au Havre, où il se jette dans la Manche. 
Quatre plans d'eau complètent le réseau hydrographique : le plan d'eau 1 de la commune de Rogerville (2,2 ha), le plan d'eau 3 de la commune de Rogerville (0,63 ha), le plan d'eau 4 de la commune de Rogerville (0,86 ha) et le plan d'eau 8 de la commune de Gonfreville-l'Orcher, d'une superficie totale de 2,8 ha (0,93 ha sur la commune),.

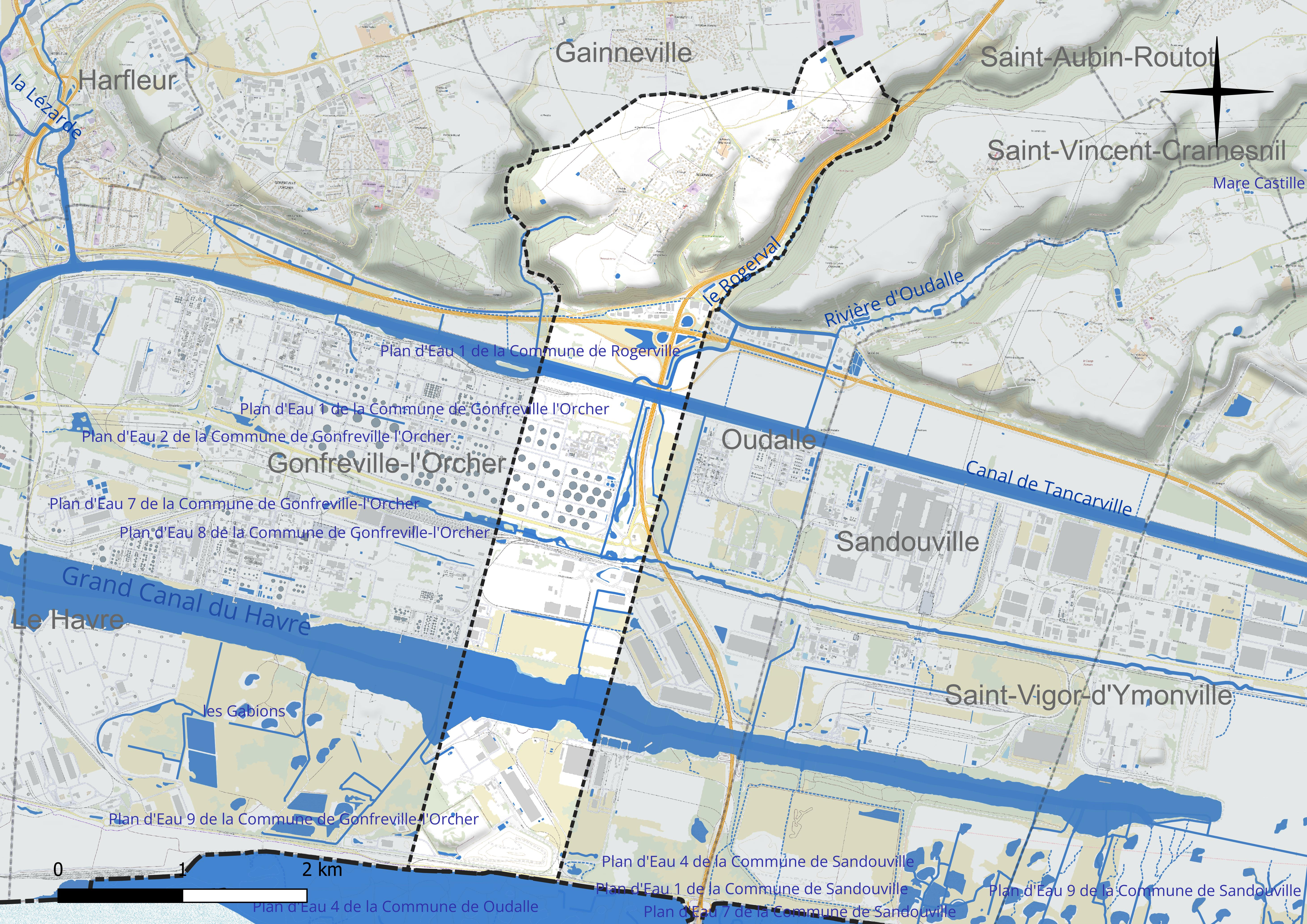
Réseau hydrographique de Rogerville.

### Climat
Pour des articles plus généraux, voir Climat de la Normandie et Climat de la Seine-Maritime.
En 2010, le climat de la commune est de type climat océanique franc, selon une étude du CNRS s'appuyant sur une série de données couvrant la période 1971-2000. En 2020, Météo-France publie une typologie des climats de la France métropolitaine dans laquelle la commune est exposée à un climat océanique et est dans la région climatique Côtes de la Manche orientale, caractérisée par un faible ensoleillement (1 550 h/an) ; forte humidité de l’air (plus de 20 h/jour avec humidité relative > 80 % en hiver), vents forts fréquents. Parallèlement le GIEC normand, un groupe régional d’experts sur le climat, différencie quant à lui, dans une étude de 2020, trois grands types de climats pour la région Normandie, nuancés à une échelle plus fine par les facteurs géographiques locaux. La commune est, selon ce zonage, exposée à un « climat maritime », correspondant au Pays de Caux, frais, humide et pluvieux, légèrement plus frais que dans le Cotentin.
Pour la période 1971-2000, la température annuelle moyenne est de 10,3 °C, avec une amplitude thermique annuelle de 13,2 °C. Le cumul annuel moyen de précipitations est de 883 mm, avec 12,6 jours de précipitations en janvier et 8,1 jours en juillet. Pour la période 1991-2020, la température moyenne annuelle observée sur la station météorologique la plus proche, située sur la commune de Octeville-sur-Mer à 12 km à vol d'oiseau, est de 11,5 °C et le cumul annuel moyen de précipitations est de 790,7 mm,. Pour l'avenir, les paramètres climatiques de la commune estimés pour 2050 selon différents scénarios d'émission de gaz à effet de serre sont consultables sur un site dédié publié par Météo-France en novembre 2022.

## Urbanisme

### Typologie
Au 1er janvier 2024, Rogerville est catégorisée commune rurale à habitat dispersé, selon la nouvelle grille communale de densité à sept niveaux définie par l'Insee en 2022.
Elle est située hors unité urbaine. Par ailleurs la commune fait partie de l'aire d'attraction du Havre, dont elle est une commune de la couronne,. Cette aire, qui regroupe 116 communes, est catégorisée dans les aires de 200 000 à moins de 700 000 habitants,.
La commune, bordée par la Manche, est également une commune littorale au sens de la loi du 3 janvier 1986, dite loi littoral. Des dispositions spécifiques d’urbanisme s’y appliquent dès lors afin de préserver les espaces naturels, les sites, les paysages et l’équilibre écologique du littoral, tel le principe d'inconstructibilité, en dehors des espaces urbanisés, sur la bande littorale des 100 mètres, ou plus si le plan local d’urbanisme le prévoit.

### Occupation des sols
L'occupation des sols de la commune, telle qu'elle ressort de la base de données européenne d’occupation biophysique des sols Corine Land Cover (CLC), est marquée par l'importance des territoires artificialisés (44,1 % en 2018), en augmentation par rapport à 1990 (20,3 %). La répartition détaillée en 2018 est la suivante : 
zones industrielles ou commerciales et réseaux de communication (35,2 %), terres arables (15,9 %), forêts (12 %), zones humides côtières (7,4 %), eaux continentales (6,9 %), prairies (6,5 %), zones urbanisées (4,8 %), zones agricoles hétérogènes (4,4 %), mines, décharges et chantiers (4,1 %), milieux à végétation arbustive et/ou herbacée (2,8 %). L'évolution de l’occupation des sols de la commune et de ses infrastructures peut être observée sur les différentes représentations cartographiques du territoire : la carte de Cassini (XVIIIe siècle), la carte d'état-major (1820-1866) et les cartes ou photos aériennes de l'IGN pour la période actuelle (1950 à aujourd'hui).

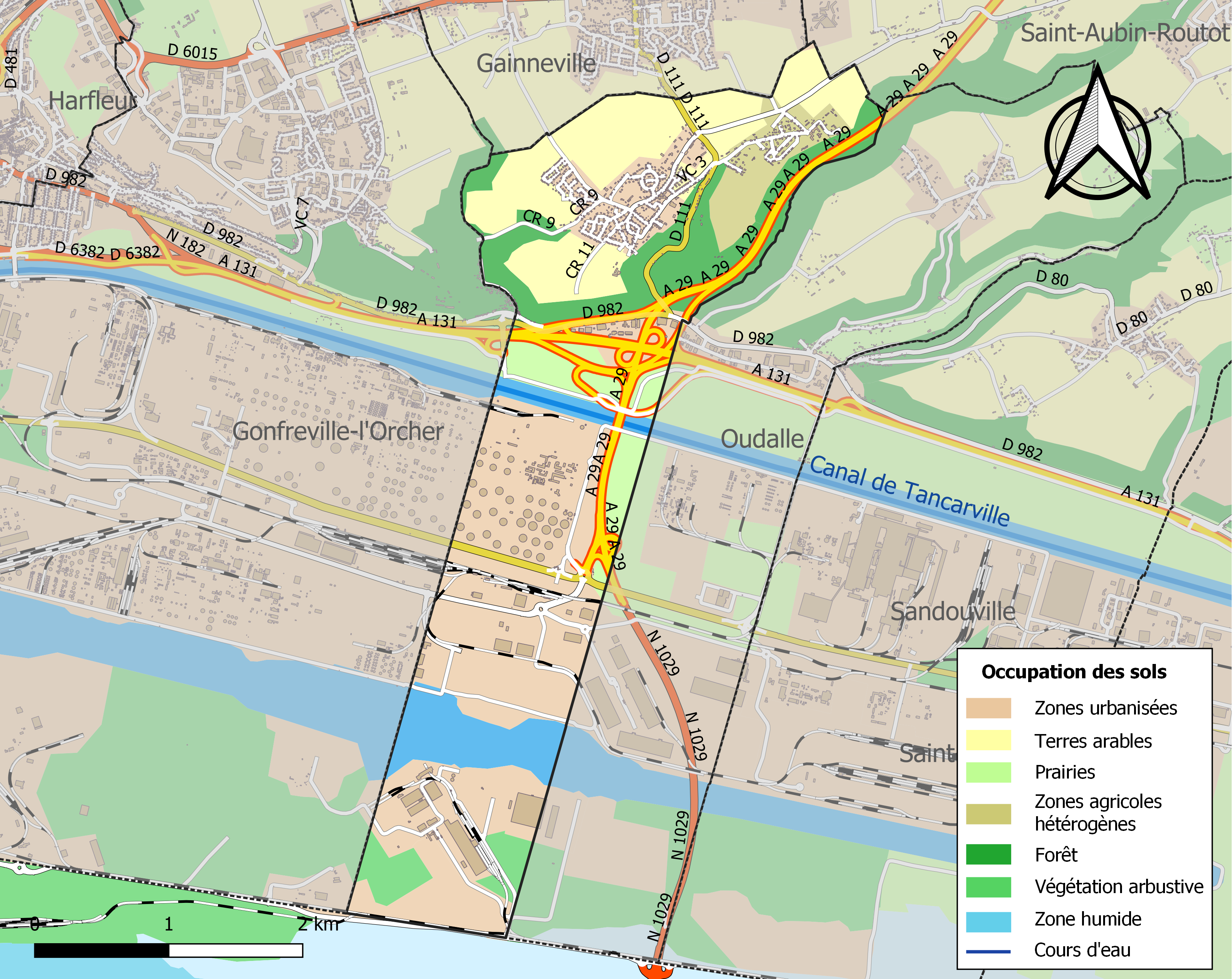
Carte des infrastructures et de l'occupation des sols de la commune en 2018 (CLC).

## Toponymie
Le nom de la localité est attesté sous les formes Ecclesia de Rogervilla au XIIe siècle, In feodo Elye de Rogirvilla fin du XIIe siècle, Petro de Rogiervilla en 1219, Ad placita de Rogeri Villa vers 1210, Maram de Rogervilla en 1211, Rogerivilla vers 1240, Parrochia de Rogerivilla en 1285, Jean de Rogiervilla en 1291, In Parrochia de Rogerivilla en 1293, Rogierville en 1319, Rogerivilla en 1337, Rogierville entre 1398 et 1403, Rogerville entre 1422 et 1433, Rogerville entre 1459 et 1471,.

## Politique et administration

### Liste des maires
| Période                                  | Période         | Identité               | Étiquette | Qualité                                                                                            |
| ---------------------------------------- | --------------- | ---------------------- | --------- | -------------------------------------------------------------------------------------------------- |
| Les données manquantes sont à compléter. |                 |                        |           | |
|                                          |                 | Jean-Baptiste Vaquerie |           | |
| 1834                                     | 1848            | Jean Prosper Quertier  |           | |
| 1848                                     | 1854            | Emile Leberquier       |           | |
| 1854                                     | 1871            | Pierre Noêl Gueroult   |           | |
| 1871                                     | 1907            | Georges Le Bourgeois   |           | |
| 1907                                     | 1912            | Amboise Vallin         |           | |
| 1912                                     | 1917            | Alfred Quertier        |           | |
| 1917                                     | 1925            | Joseph Lemaistre       |           | |
| 1925                                     | 1945            | Emile Degenetais       |           | |
| 1945                                     | 1947            | Jules Gay              |           | |
| 1947                                     | 1953            | Emile Degenetais       |           | |
| 1953                                     | 1971            | Lucien Derrey          |           | |
| 1971                                     | Février 1995    | Hubert Gautier         |           | |
| mars 1995                                | mars 2001       | Serge Chirol           |           | |
| mars 2001                                | mars 2008       | Bernard Pincepoche     |           | |
| mars 2008                                | juillet 2017    | Francis Sellier        | SE        | Retraité de l’industrie du tabac Mandat écourté par la démission d'une partie du conseil municipal |
| juillet 2017                             | mandat en cours | Avelyne Chirol         |           | Retraitée industrie aéronautique                                                                   |

## Population et société

### Démographie
L'évolution du nombre d'habitants est connue à travers les recensements de la population effectués dans la commune depuis 1793. Pour les communes de moins de 10 000 habitants, une enquête de recensement portant sur toute la population est réalisée tous les cinq ans, les populations de référence des années intermédiaires étant quant à elles estimées par interpolation ou extrapolation. Pour la commune, le premier recensement exhaustif entrant dans le cadre du nouveau dispositif a été réalisé en 2008.

En 2022, la commune comptait 1 720 habitants, en évolution de +29,23 % par rapport à 2016 (Seine-Maritime : +0,35 %, France hors Mayotte : +2,11 %).
| 1793 | 1800 | 1806 | 1821 | 1831 | 1836 | 1841 | 1846 | 1851 |
| ---- | ---- | ---- | ---- | ---- | ---- | ---- | ---- | ---- |
| 255  | 300  | 259  | 247  | 284  | 318  | 300  | 282  | 263  |

| 1856 | 1861 | 1866 | 1872 | 1876 | 1881 | 1886 | 1891 | 1896 |
| ---- | ---- | ---- | ---- | ---- | ---- | ---- | ---- | ---- |
| 249  | 260  | 267  | 247  | 250  | 217  | 265  | 238  | 250  |

| 1901 | 1906 | 1911 | 1921 | 1926 | 1931 | 1936 | 1946 | 1954 |
| ---- | ---- | ---- | ---- | ---- | ---- | ---- | ---- | ---- |
| 243  | 254  | 247  | 229  | 222  | 293  | 256  | 434  | 426  |

| 1962 | 1968 | 1975 | 1982  | 1990  | 1999  | 2006  | 2008  | 2013  |
| ---- | ---- | ---- | ----- | ----- | ----- | ----- | ----- | ----- |
| 456  | 800  | 752  | 1 006 | 1 245 | 1 257 | 1 253 | 1 253 | 1 234 |

| 2018  | 2022  | - | - | - | - | - | - | - |
| ----- | ----- | - | - | - | - | - | - | - |
| 1 501 | 1 720 | - | - | - | - | - | - | - |

### Services publics
La commune compte en 2017 une école, une salle des fêtes, une église, un stade, et un « espace ludique » dédié à l’apprentissage du vélo et au Code de la route.
En 2004, Rogerville devient la première commune en France à mettre en place une brigade intercommunale de gardes champêtres territoriaux sur la base de la Loi 2002-276 du 27 février 2002. Cette structure intervient dans les problématiques environnementales, rurales et de police municipale. La brigade a mis en place, là où il n'y avait rien, des protocoles de police administrative (arrêtés types, courriers types, contacts avec les personnes ressources ou fragiles, gendarmerie,...), des surveillances du territoire et des actions ciblées contre l'insécurité routière mais aussi et surtout contre les atteintes à l'environnement avec plus de 300 interventions par an. En 2019, peu avant les élections municipales, la municipalité organise un forum des polices rurales afin de promouvoir les actions des gardes champêtres auprès des élus de la Communauté urbaine du Havre (LHSM) et en présence de la fameuse Brigade des gardes champêtres d'Alsace avec qui un projet de jumelage sera initié. Après avoir été réélue, la municipalité met étrangement un terme à son adhésion au dispositif dans l'incompréhension générale tout en évoquant des propos très flous afin de justifier sa décision.
Depuis la sortie de Rogerville au début de 2022, Saint-Vigor d'Ymonville a rejoint la même année le dispositif.

### Manifestations culturelles et festivités
Chaque année, le 20 janvier a lieu le pèlerinage de Saint-Sébastien, suivi le lendemain de la "fête du pot au feu".

## Économie
En 2017, la commune ne dispose plus de commerce.
La zone industrielle de Rogerville-Oudalle se trouve en partie sur la commune.

## Culture locale et patrimoine

### Lieux et monuments
- L'église Saint-Michel[36],[37]:

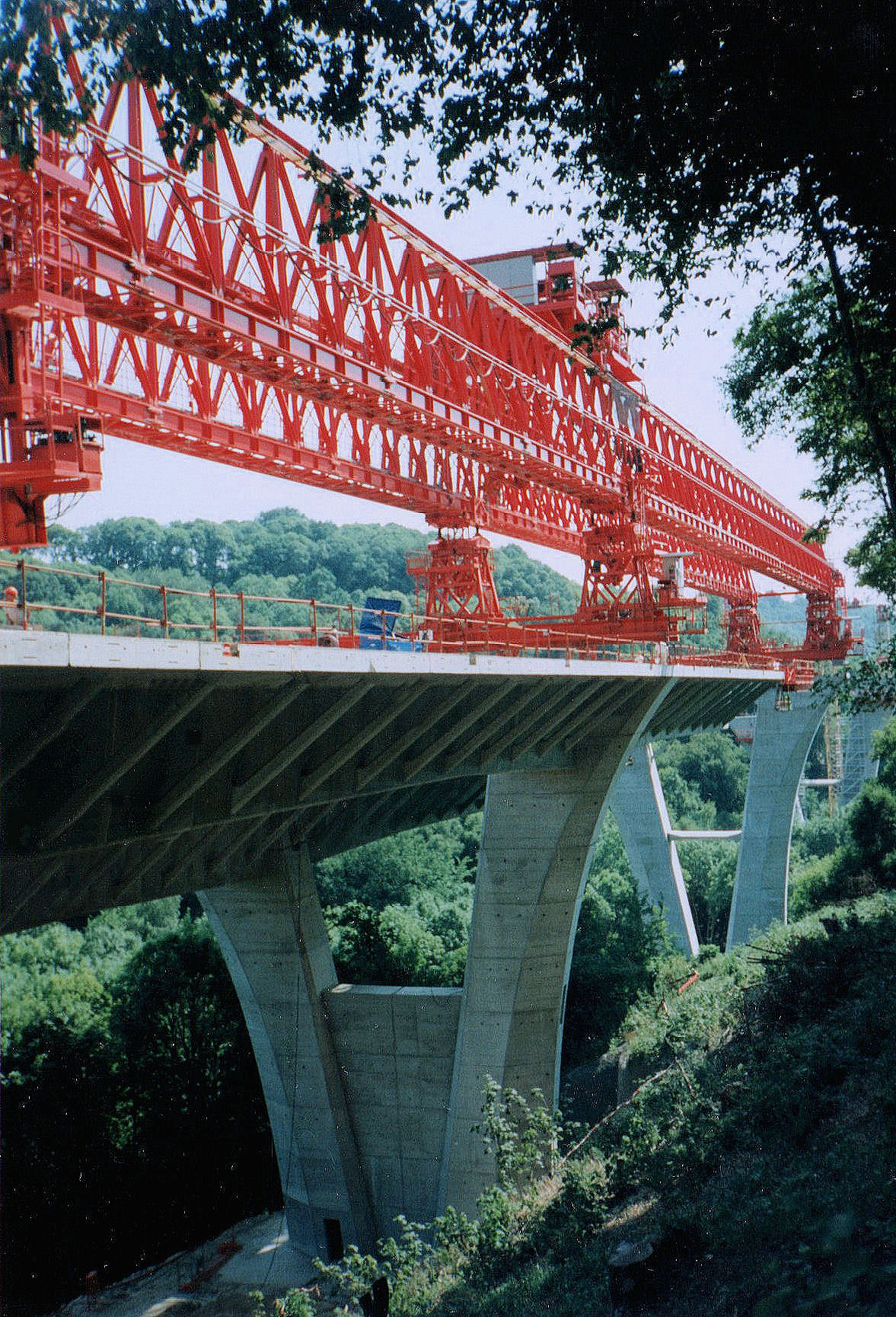
Le viaduc de Rogerville en construction

  - Construction initiale au XIe siècle, puis reconstruction au XIIIe siècle
  - Destruction au XVe siècle, puis reconstruction au début du XVIe siècle
  - 1777 : Reconstruction du clocher par le maître maçon Pierre Aubrée, avec des pierres provenant des fortifications du château d'Orcher
  - 1834 : Flèche incendiée par la foudre, réparée en 1837 par l'architecte départemental Lemarcis
  - 1868 : Restauration du chœur et des chapelles par l'architecte Bernard
  - 1879 : Construction de la sacristie
  - 1924 : Effondrement du clocher sur l'église
  - 1930 : Construction d'un clocher-porche et restauration de la nef
- Le viaduc de Rogerville, ouvrage de l'autoroute A29 avec des appuis en béton armé. Le tablier en béton précontraint est construit avec des voussoirs préfabriqués posés en encorbellement symétrique à l'aide d'une poutre de lancement.

### Personnalités liées à la commune
- Jules Le Berquier (1819-1886), bâtonnier du barreau de Paris, est né à Rogerville.